# Lerche–Newbergers summaregel
Inom matematiken är Lerche–Newbergers summaregel en formel som ger summan av en oändlig serie som innehåller Besselfunktionen av första slaget Jα. Formeln upptäcktes av B. S. Newberger 1982. Formeln säger att om μ är ett komplext tal som inte är ett heltal, {\displaystyle \scriptstyle \gamma \in (0,1]}, och Re(α + β) > −1 är
{\displaystyle \sum _{n=-\infty }^{\infty }{\frac {(-1)^{n}J_{\alpha -\gamma n}(z)J_{\beta +\gamma n}(z)}{n+\mu }}={\frac {\pi }{\sin \mu \pi }}J_{\alpha +\gamma \mu }(z)J_{\beta -\gamma \mu }(z).}